# بيولوجيا الرفاه
بيولوجيا الرفاه هي مجال بحث علمي يحتوي على العديد من التخصصات المقترحة لدراسة البيئة من حيث الرفاهية الإيجابية والسلبية للأفراد الواعين.

## التاريخ
بيولوجيا الرفاهية تم اقتراحها لأول مرة في بحث عام 1995 من قبل اقتصادي الرعاية الاجتماعية Yew-Kwang Ng ، جاء البحث بعنوان "نحو بيولوجيا الرفاهية التي يقصد بها الاقتصاد التطوري لوعي الحيوان ومعاناته". وفي البحث، يذكر Yew-Kwang Ng بيولوجيا الرفاهية على أنها تعني "دراسة الكائنات الحية وبيئتها فيما يتعلق برفاهيتها (التي تُعرَّف بالسعادة، أو الاستمتاع بدون المعاناة). كما أنه يفرق بين "العاطفيين" و "غير العاطفيين"، فالعاطفيين هم أفراد لديهم القدرة على إدراك العالم الخارجي وتجربة المتعة أو الألم، في حين أن غير العاطفين لديهم القدرة على الإدراك، دون خبرة مقابلة؛ أو شعور بالمتعة أو المعاناة، " رفاهية الورثة هي صفر بالضرورة، تمامًا مثل غير المستجيبين". ويخلص، بناءً على نموذجه للديناميكيات التطورية، إلى أن المعاناة تنتج من خلال التمتع بالطبيعة.
في عام 2006, استخدم ماثيو كلارك ونج، إطار عمل بيولوجيا الرفاهية الخاص بـ Ng لتحليل التكاليف والفوائد والآثار المترتبة على الرفاهية لإعدام حيوانات الكنغر - المصنفة على أنها عاطفية - في منطقة بوكابونيال، في أستراليا. واستنتجوا في مناقشتهم على إنه قد يتم تقديم بعض الدعم لإعدام حيوانات الكنغر أو غيرها من الحيوانات في ظروف معينة، إلا أن التدابير الوقائية قد تكون الحل الأفضل من اللجوء إلى الإعدام. في نفس العام، قام كل من Thomas Eichner و Rüdiger Pethi بتحليل بحث Ng ، مما أثارهم القلق بشأن عدم وجود مقررات كافية لرفاهية الكائنات الحية بسبب طفولة بيولوجيا الرفاهية.
في عام 2016، ناقش نج بأن بيولوجيا الرفاهية يمكن أن تساعد في حل التناقض في علم الرفق بالحيوان، والذي تم طرحه لأول مرة من قبل ماريان دوكينز، حول صعوبة دراسة مشاعر الحيوانات، من خلال الإجابة على الأسئلة الصعبة في البحث المتعلقة برفاهية الحيوان، قدم نج العديد من المقترحات العملية لتحسين رفاهية الحيوانات الأسيرة. شاكلفورد و Todd K. Shackelford و Sayma H. رداً على Ng ، طرحوا على أنه بدلاً من التركيز على تحسين رفاهية الحيوانات الأسيرة، سيكون من الأفضل عدم تكاثرها في المقام الأول، لأن هذا من شأنه  يساعد على "القضاء على معاناتهم تمامًا.
نشر Ng تحديثًا لورقته البحثية الأصلية التي تم نشرها في عام 1995، مع Zach Groff ، في عام 2019، والتي تناقش خطأً في نموذج بحثه الأصلي، مما أدى إلى نفي الاستنتاج الأصلي وتصور المنقح لمدى المعاناة في الطبيعة على أنها أقل تشاؤمًا.
في عام 2019 تم إضافة فصل عن بيولوجيا الرفاهية للفلاسفة الأخلاقيين كاتيا فاريا وأوسكار هورتا في كتاب دليل روتليدج لأخلاقيات الحيوان . في هذا الفصل، يناقش بأن بيولوجيا الرفاهية يمكن تطويرها جزئيًا من علم الرفق بالحيوان، لكن تركيزها سيكون أشمل لأنه لا يركز على دراسة الحيوانات الخاضعة لسيطرة الإنسان فقط. بل يؤكدان فاريا وهورتا، أن بالإمكان تتطوير بيولوجيا الرفاهية من علم البيئة، مع ضرورة التركيز على طريقة تأثر رفاهية الأفراد الواعين ببيئاتهم. لقد أثاروا قلقًا بشأن ما يرون أنه التقليل من أهمية رفاهية الحيوان، الناجمة عن المعتقدات المنتشرة بين عامة الناس وعلماء الحياة، والتي يجادلون بأنها يمكن أن تعرقل تطوير بيولوجيا الرفاهية. استنتج فاريا وهورتا أن القيمة المتوقعة لتطوير بيولوجيا الرفاهية عالية للغاية بسبب الكم الهائل من معاناة الحيوانات في البرية، الأمر الذي يدحض المفاهيم المثالية للطبيعة التي يتم تصورها بشمل شائع.
ولقد أكد بعض الباحثين على أهمية نظرية تاريخ الحياة لبيولوجيا الرفاهية، حيث يزعمون أن بعض سمات تاريخ الحياة قد تجهز بعض الأفراد على نتائج أسوأ في الرفاهية وأن هذا يرتبط بعلاقة قوية بحساسية تجزئة الموائل. كما تم اقتراح أنه في حين تفتقر بيولوجيا الرفاهية ب‘عتبارها ميدانيا في طفولته المبكرة، تفتقر إلى الدراسات التجريبية الكافية حول رفاهة الحيوانات البرية، إلا أنها قادرة على تحقيق هذه الغاية من خلال استخدام البيانات الديموغرافية القائمة، والتي تستخدم حاليًا لإطلاع الناس على مسالة الحفاظ على التنوع البيولوجي على المعلومات، بهدف تقديم المعلومات اللازمة لجهود البحث في المستقبل. بالإضافة إلى ذلك، كان تطبيق بيولوجيا الرفاهية على إعادة بناء المشاريع موضوعًا للتحقيق، حيث تم اقتراح «التعاون بين السكان المحليين ودعاة الحفاظ على البيئة والسلطات وصانعي السياسات» كوسيلة لتأسيس بيولوجيا الرفاهية كنظام.
وقد لفت الباحثون في مجال الاقتصاد البيئي الانتباه إلى ادعاء «نغ» في بحثه الأصلي بأن «الوقت قد حان للاعتراف ببيولوجيا الرفاهية كمجال صالح للدراسة العلمية»، ولكن بعد خمس وعشرين عامًا، لم تبدأ بعد بيولوجيا الرفاهية كمجال من مجالات البحث.

## بيئة الرعاية الصحية في المناطق الحضرية

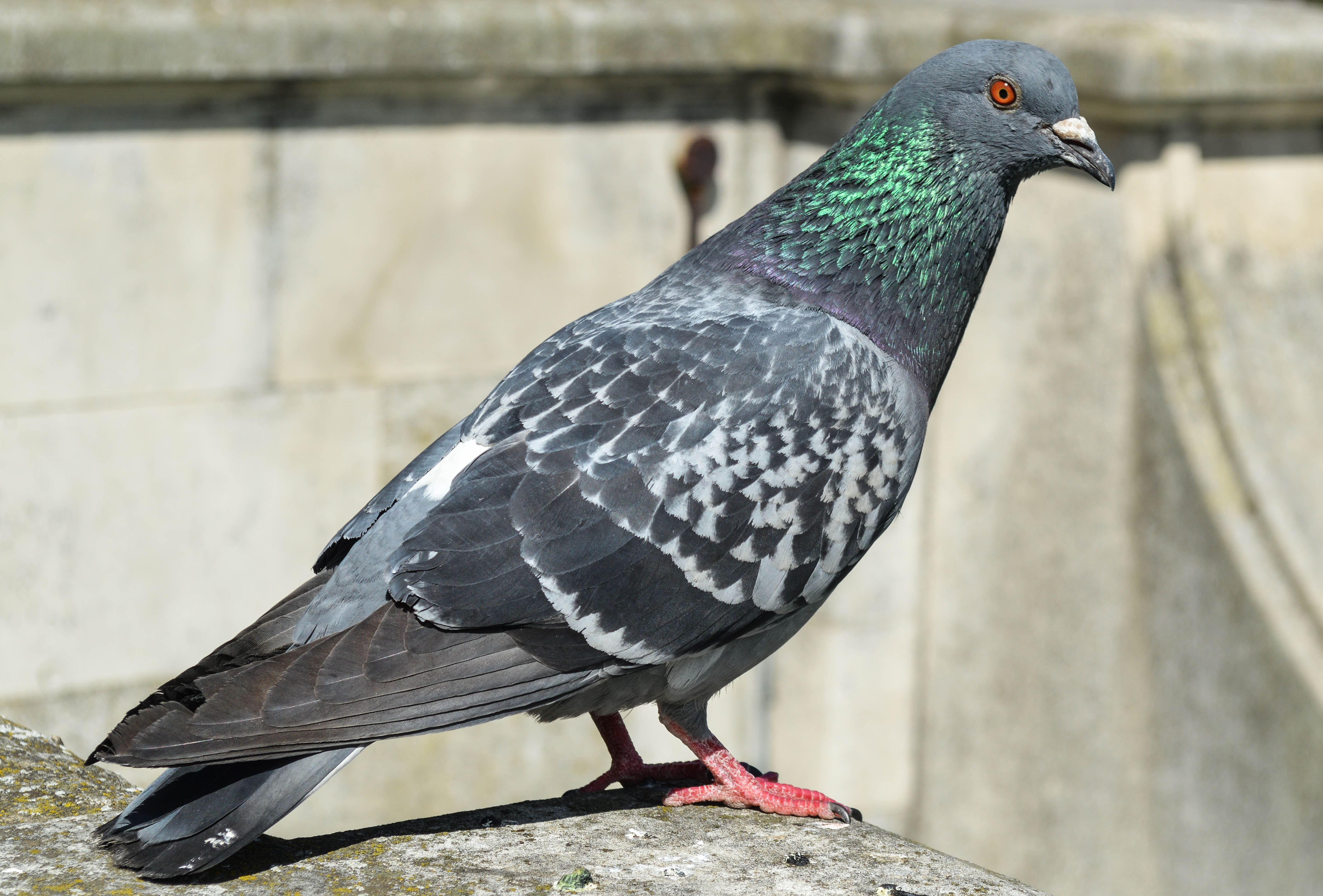
تم اقتراح بيئة الرفاهية الحضرية كنظام فرعي لدراسة رفاهية الحيوانات في البيئات الحضرية ، مثل الحمام الوحشي

وقد اقترح كل من كاتيا فاريا وأوسكار هورتا، علم البيئة في المناطق الحضرية كفرع فرعي لعل الأحياء الاجتماعية، والذي سيدرس رفاهة الحيوانات التي تعيش في النظم الإيكولوجية الحضرية والضواحي والصناعية. وهم يقترحون أن قدرا كبيرا من الأبحاث تم بالفعل إجراؤها على الحيوانات في هذه المناطق، ولكن بهدف إزالة تأثيرها السلبي على البشر، أو الحفاظ على حيوانات من أنواع معينة. يجادل فاريا وهورتا بأنه يمكن تطبيق هذه المعرفة للمساعدة في التخفيف من الأضرار التي تتعرض لها هذه الحيوانات وأن هذه البيئات مثالية لتجارب التدخل لأن مثل هذه النظم البيئية تخضع بالفعل لسيطرة الإنسان بشكل كبير وأنه يمكن تطبيق النتائج لتحسين تقييمات رفاهية الحيوانات في النظم البيئية الأخرى.

## معاناة الحيوانات البرية
ولقد زعم بعض الكتاب في مجال أخلاقيات الحيوان أن هناك أسبابًا أخلاقية مقنعة للحد من معاناة الأفراد الواعين وأن اتباع هذا النوع من التفكير، يجب على البشر أن يتدخلا للحد معاناة الحيوانات البرية؛   وهم يزعمون أن الأنظمة البيئية لا تتسم بالحذر، وإنها بالتالي تفتقر إلى القدرة على الاهتمام بالتنوع البيولوجي، في حين تزعم بأن الحيوانات ذات الإحساس والوعي لديها مصالح في رفاهيتها. نتيجة لذلك، يزعمون أن المبررات القوية قد تدفع علماء البيئة إلى تحويل مواردهم المستخدمة حاليًا في الحفاظ على بيولوجيا، إلى بيولوجيا الرفاهية.  لقد تم التأكيد أيضًا على أنه إذا كان على المرء أن يقبل التزامًا ببذل جهود منتظمة وواسعة النطاق لمساعدة الحيوانات البرية، فإن هذا سيتطلب أولاً العديد من الأسئلة المهمة التي يجب الإجابة عليها وأن الإجراءات واسعة النطاق لا ينبغي تنفيذها إلا بعد مرحلة طويلة من التجارب الناجحة على نطاق صغير.